# Avinguda de Federico Soto
L'avinguda de Federico Soto és una àmplia avinguda, situada al centre de la ciutat valenciana d'Alacant, que disposa d'un passeig central enjardinat a manera de rambla. Juntament amb les avingudes del Doctor Gadea i del General Marvà, forma un gran eix urbà, d'un quilòmetre de longitud i perpendicular al mar, que es perllonga des de les faldes del mont Tossal fins al Parc de Canalejas i, per extensió, al port de la ciutat. Rep el seu nom de l'alcalde d'Alacant Federico Soto Mollá (1910-1912).

## Descripció
Atenent a la numeració dels carrers, l'avinguda té una orientació sud-est - nord-oest, que s'estén des de la glorieta de la plaça de Calvo Sotelo fins a l'emblemàtica plaça dels Estels. Aquesta avinguda serveix de límit entre el barri Eixample Diputació i el Centre.
És l'avinguda central de l'eix Gadea-Soto-Marvà i es distingeix per ser la més comercial i transitada de les tres. Compta amb nombrosos negocis, entre els quals destaca un edifici del centre comercial El Corte Inglés (antic Galerías Preciados) que fa cantonada amb l'avinguda de Maisonnave. A més, amb motiu de les diferents fires que tenen lloc durant l'any (del llibre, outlets, etc.) s'instal·len casetes comercials al llarg del passeig central per a la venda al públic.
Des dels caps de carrer d'aquesta avinguda poden observar-se el proper edifici Riscal (el gratacel més alt de la ciutat) i el castell de la Santa Bàrbara. A l'extrem nord del passeig central de l'avinguda existeix un accés a l'estació subterrània d'Estels del TRAM d'Alacant.

## Punts d'interès
De nord a sud:
- Plaça dels Estels: la plaça més emblemàtica de la ciutat. Separa les avingudes General Marvà i Federico Soto.
- Plaça de Calvo Sotelo: plaça contigua a les avingudes, en el tram en què comença Federico Soto i acaba Doctor Gadea.
- Monument a Maisonnave: monument al primer alcalde d'Alacant triat per sufragi masculí.
- Creu dels Caiguts: monument en forma de creu que commemora als morts dels dos bàndols enfrontats en la Guerra Civil.